# Prix Drouot des Amateurs du Livre d'Art
 (février 2025).
Motif : Où sont les sources prouvant la notoriété?
- Archive Wikiwix
- Bing
- Cairn
- DuckDuckGo
- E. Universalis
- Gallica
- Google
- G. Books
- G. News
- G. Scholar
- Persée
- Qwant
- (zh) Baidu
- (ru) Yandex
- (wd) trouver des œuvres sur Wikidata

| 1. | Préciser le motif de la pose du bandeau. | Précisez le motif de la pose du bandeau en utilisant la syntaxe suivante : {{admissibilité à vérifier\|date=mars 2025\|motif=remplacez ce texte par le motif}}                                               |
| 2. | Informer les utilisateurs concernés.     | Pensez à avertir le créateur de l'article, par exemple, en insérant le code ci-dessous sur sa page de discussion : {{subst:avertissement admissibilité à vérifier\|Prix Drouot des Amateurs du Livre d'Art}} |

 (février 2025).
La mise en forme du texte ne suit pas les recommandations de Wikipédia : il faut le « wikifier ».
Les points d'amélioration suivants sont les cas les plus fréquents. Le détail des points à revoir est peut-être précisé sur la page de discussion.
- Les titres sont pré-formatés par le logiciel. Ils ne sont ni en capitales, ni en gras.
- Le texte ne doit pas être écrit en capitales (les noms de famille non plus), ni en gras, ni en italique, ni en « petit »…
- Le gras n'est utilisé que pour surligner le titre de l'article dans l'introduction, une seule fois.
- L'italique est rarement utilisé : mots en langue étrangère, titres d'œuvres, noms de bateaux, etc.
- Les citations ne sont pas en italique mais en corps de texte normal. Elles sont entourées par des guillemets français : « et ».
- Les listes à puces sont à éviter, des paragraphes rédigés étant largement préférés. Les tableaux sont à réserver à la présentation de données structurées (résultats, etc.).
- Les appels de note de bas de page (petits chiffres en exposant, introduits par l'outil «  Source ») sont à placer entre la fin de phrase et le point final[comme ça].
- Les liens internes (vers d'autres articles de Wikipédia) sont à choisir avec parcimonie. Créez des liens vers des articles approfondissant le sujet. Les termes génériques sans rapport avec le sujet sont à éviter, ainsi que les répétitions de liens vers un même terme.
- Les liens externes sont à placer uniquement dans une section « Liens externes », à la fin de l'article. Ces liens sont à choisir avec parcimonie suivant les règles définies. Si un lien sert de source à l'article, son insertion dans le texte est à faire par les notes de bas de page.
- La présentation des références doit suivre les conventions bibliographiques. Il est recommandé d'utiliser les modèles {{Ouvrage}}, {{Chapitre}}, {{Article}}, {{Lien web}} et/ou {{Bibliographie}}. Le mode d'édition visuel peut mettre en forme automatiquement les références.
- Insérer une infobox (cadre d'informations à droite) n'est pas obligatoire pour parachever la mise en page.

Pour une aide détaillée, merci de consulter Aide:Wikification.
Si vous pensez que ces points ont été résolus, vous pouvez retirer ce bandeau et améliorer la mise en forme d'un autre article.
Le prix Drouot des Amateurs du Livre d’Art est un prix littéraire français créé en 2015 par Drouot Patrimoine et l'association Cocktail & Culture,,[source insuffisante]. Il récompense un beau livre d’art.
Il est remis à l’Hôtel Drouot dans le cadre d’une Librairie Ephémère proposant une sélection d’ouvrages d’art récents pouvant être dédicacés par une cinquantaine d’auteurs dans une des salles d’exposition de l’hôtel des ventes,[source insuffisante],.
Le Prix est remis par le président de Drouot Patrimoine, le(la) Maire du 9e arrondissement et un(e) invité(e) d’honneur ambassadeur(drice) des arts.
La présélection des ouvrages finalistes est assurée par les membres de Jury, la rédaction de la Gazette Drouot et le comité de lecture de l’association Cocktail & Culture.
Le Prix de la Gazette Drouot a été créé en 2022. Il récompense un second ouvrage de la sélection du Prix Drouot des Amateurs du Livre d’Art, en lien avec l’esprit de la Gazette Drouot.

## Membres du Jury
2025
- Jean-Marie Rouart, de l'Académie Française (Président)
- Sylvain Amic
- Nicolas Chaudun
- Erik Desmazières de l'Académie des Beaux-Arts
- Franck Ferrand
- Anne-Sophie de Gasquet
- Alexandre Giquello, président de Drouot Patrimoine
- Adrien Goetz de l'Académie des Beaux-Arts
- Christophe Leribault de l'Académie des Beaux-Arts
- Catherine Pégard
- Clémentine Portier-Kaltenbach
- Jean-Louis Remilleux
- Pierre Rosenberg, de l'Académie Française]

2024 et 2023[source insuffisante]
- Jean-Marie Rouart, de l'Académie française (Président)
- Nicolas Chaudun
- Erik Desmazières de l'Académie des beaux-arts
- Franck Ferrand
- Anne-Sophie de Gasquet
- Alexandre Giquello, président de Drouot Patrimoine
- Adrien Goetz de l'Académie des beaux-arts
- Christophe Leribault de l'Académie des beaux-arts
- Catherine Pégard
- Clémentine Portier-Kaltenbach
- Jean-Louis Remilleux
- Pierre Rosenberg, de l'Académie française
- Thierry Sarmant

2022
- Jean-Marie Rouart, de l'Académie française (Président)
- Nicolas Chaudun
- Erik Desmazières de l'Académie des beaux-arts
- Franck Ferrand
- Alexandre Giquello, président de Drouot Patrimoine
- Adrien Goetz de l'Académie des beaux-arts
- Christophe Leribault de l'Académie des beaux-arts
- Catherine Pégard
- Clémentine Portier-Kaltenbach
- Jean-Louis Remilleux
- Pierre Rosenberg, de l'Académie française
- Véronique Prat
- Thierry Sarmant

## Lauréats
2025
Prix Drouot - Michèle Bimbenet-Privat La Tabatière Choiseul, Faton et Louvre Editions,,
Prix Gazette Drouot - Sohie Guérinot et Olivier Bosc, L'Arsenal au fil des siècles, Le Passage/BnF
2024
Prix Drouot - Anne Tenenbaum Les Joyaux de la Couronne, Faton et Louvre Éditions,
Prix Gazette Drouot - Stéphane Boudin-Lestienne, Djo-Bourgeois, Elise et Georges, AAM
2023
Prix Drouot - Claude Mignot, Pierre Le Muet, ingénieur et architecte du roi, Le Passage
Prix Gazette Drouot - Raphaëlle Ziadé, L’Art des Chrétiens d’Orient, Citadelles & Mazenod,
2022
Prix Drouot - Jean-Pierre Cuzin, Georges de La Tour, Citadelles & Mazenod[source insuffisante]
Prix Gazette Drouot - Annick et Didier Masseau, L'Escalier de Cristal, Éditions Monelle Hayot[source insuffisante]
2020
Prix Drouot - Eric Pagliano et Sylvie Ramon, Drapé, Liénart
Prix Spécial du Jury : Alexandra Jaffré, Seizô Sougawara, maître laqueur d'Eileen Gray, Mérode
2019
Prix Drouot - Christophe Beyeler, Napoléon, l’art en majesté, de Monza,,
Prix Spécial du Jury - Alexandre Maré, Stéphane Boudin-Lestienne, Charles et Marie-Laure de Noailles, mécènes du XXème siècle, Bernard Chauveau
2018
Prix Drouot - Cécile Scaillièrez, François Ier et l'art des Pays-Bas, Somogy et Louvre Éditions,[source insuffisante],
Prix Spécial du Jury - Chantilly, le domaine des Princes, collectif (photographies : Marc Walter), Swan
2017
Prix Drouot - Alexandre Maral, Girardon, le sculpteur de Louis XIV, Arthena,,
Prix Spécial du Jury - Michel Pastoureau, Rouge, histoire d’une couleur, Seuil,
2015
Prix Drouot - Alexandre Gady, Le Louvre et les Tuileries : la fabrique d'un chef-d’œuvre, Le Passage
Prix Coup de Coeur du Jury - Catherine Örmen, L'Art de la mode, Citadelles & Mazenod